# Раттське сільське поселення
Ра́ттське сільське поселення (рос. Раттское сельское поселение) — колишнє сільське поселення у складі Красноселькупського району Ямало-Ненецького автономного округу Тюменської області Росії.
Адміністративний центр та єдиний населений пункт — село Ратта.
Населення сільського поселення становить 171 особа (2017; 234 у 2010, 245 у 2002).